# Willem II van Bourgondië
Willem II van Bourgondië (1075-1125), bijg. de Duitser, was de enige zoon van graaf Reinoud II van Bourgondië en Regina van Olti(n)gen.
In 1097 volgde hij zijn vader op als graaf van Bourgondië en Mâcon - samen (tot 1102) met zijn oom Stefanus. In 1125 werd hij vermoord in een complot van zijn baronnen.
Willem was getrouwd met Agnes, dochter van Berthold II van Zähringen en was vader van Willem, de opvolgende graaf.

## Voorouders
| Voorouders van Reinoud II van Bourgondië | Voorouders van Reinoud II van Bourgondië                                    | Voorouders van Reinoud II van Bourgondië                                    | Voorouders van Reinoud II van Bourgondië                                    | Voorouders van Reinoud II van Bourgondië                                    | Voorouders van Reinoud II van Bourgondië                                  | Voorouders van Reinoud II van Bourgondië                                  | Voorouders van Reinoud II van Bourgondië                                  | Voorouders van Reinoud II van Bourgondië                                  |
| ---------------------------------------- | --------------------------------------------------------------------------- | --------------------------------------------------------------------------- | --------------------------------------------------------------------------- | --------------------------------------------------------------------------- | ------------------------------------------------------------------------- | ------------------------------------------------------------------------- | ------------------------------------------------------------------------- | ------------------------------------------------------------------------- |
| Overgrootouders                          | Reinoud I van Bourgondië (986-1057) ∞ Adelheid van Normandië (1005-1038)    | Reinoud I van Bourgondië (986-1057) ∞ Adelheid van Normandië (1005-1038)    | ? (-) ∞ ? (-)                                                               | ? (-) ∞ ? (-)                                                               | ? (-) ∞ ? (-)                                                             | ? (-) ∞ ? (-)                                                             | ? (-) ∞ ? (-)                                                             | ? (-) ∞ ? (-)                                                             |
| Grootouders                              | Willem I van Bourgondië (1020-1087) ∞ Stephania van Longwy-Metz (1035-1088) | Willem I van Bourgondië (1020-1087) ∞ Stephania van Longwy-Metz (1035-1088) | Willem I van Bourgondië (1020-1087) ∞ Stephania van Longwy-Metz (1035-1088) | Willem I van Bourgondië (1020-1087) ∞ Stephania van Longwy-Metz (1035-1088) | Kuno van Olti(n)gen (-) ∞ ? (-)                                           | Kuno van Olti(n)gen (-) ∞ ? (-)                                           | Kuno van Olti(n)gen (-) ∞ ? (-)                                           | Kuno van Olti(n)gen (-) ∞ ? (-)                                           |
| Ouders                                   | Reinoud II van Bourgondië (1061-1097) ∞ Regina van Olti(n)gen (1035-1088)   | Reinoud II van Bourgondië (1061-1097) ∞ Regina van Olti(n)gen (1035-1088)   | Reinoud II van Bourgondië (1061-1097) ∞ Regina van Olti(n)gen (1035-1088)   | Reinoud II van Bourgondië (1061-1097) ∞ Regina van Olti(n)gen (1035-1088)   | Reinoud II van Bourgondië (1061-1097) ∞ Regina van Olti(n)gen (1035-1088) | Reinoud II van Bourgondië (1061-1097) ∞ Regina van Olti(n)gen (1035-1088) | Reinoud II van Bourgondië (1061-1097) ∞ Regina van Olti(n)gen (1035-1088) | Reinoud II van Bourgondië (1061-1097) ∞ Regina van Olti(n)gen (1035-1088) |